# Holoplatys fusca
Holoplatys fusca är en spindelart som först beskrevs av Karsch 1878.  Holoplatys fusca ingår i släktet Holoplatys och familjen hoppspindlar. Inga underarter finns listade i Catalogue of Life.